# Балканизација
Балканизација је пејоративан израз којим се у међународним односима означава подела нација на мање јединице у којима су државе и њихови системи често у неразрешивом конфликту. Такође, то је стање расцепканости и заоштрености сукоба интереса у једном региону са слабим изгледом да дође до споразумног решења.